# Tales of Rebirth
Tales of Rebirth (テイルズ オブ リバース, Teiruzu obu Ribāsu), est un jeu vidéo développé par Namco Tales Studio et édité par Namco. Il s’agit d’un jeu de rôle publié sur PlayStation 2 en décembre 2004 au Japon et réédité sur PSP en 2008. Il fait partie de la série des Tales of.

## Système de jeu
Tales of Rebirth est un jeu de rôle.

## Accueil
Le jeu s'est vendu à plus de 600 000 exemplaire au Japon.